# Institut de la communication et des médias
Pour les articles homonymes, voir ICM.
L'Institut de la communication et des médias (ICM) est une structure universitaire hébergeant le département des sciences de l'information et de la communication et le département de journalisme, appelé École de journalisme de Grenoble (EJDG), de l'unité de formation et de recherche Langage, lettres, arts du spectacle, information et communication, journalisme (LLASIC) de l'université Grenoble-Alpes, ainsi que le Groupe de recherche sur les enjeux de la communication (GRESEC) et une Chaire UNESCO en communication internationale, situé au 11 avenue du-8-mai-1945 à Échirolles, près de Grenoble. Son département de journalisme est l'une des quinze formations reconnues par la Commission paritaire nationale de l'emploi des journalistes (CPNEJ).

## Formations et recherche

### Département des Sciences de l’information et de la communication
Le département des Sciences de l'information et de la communication offre des formations en information et en communication au premier et au deuxième cycle : 
- Licence Information et communication (3e année seulement), parcours orientation "communication" et parcours orientation "journalisme"
- Licence professionnelle Métiers du numérique : conception, rédaction et réalisation web (3e année seulement)
- Master Communication d'entreprise
- Master Communication d'entreprise pour professionnels
- Master Audiovisuel et médias numériques
- Master Communication et culture scientifique et technique
- Master Communication publique et média
- Master Communication politique et institutionnelle (en partenariat avec l'Institut d'études politiques de Grenoble)
- Master Communication et management à l'international

### École de journalisme de Grenoble (EJdG)
L'École de journalisme de Grenoble (EJdG) est l'une des trois composantes de l'ICM. L'école dispense le master Journalisme qui est une des 15 formations reconnues par la profession en France.
Les cours du master sont assurés par des enseignants-chercheurs spécialistes du journalisme, et par de nombreux professionnels des médias nationaux et locaux. Les étudiants apprennent leur métier grâce à des périodes d'insertion professionnelle valorisées au sein du cursus. Ils bénéficient aussi d'un important matériel et de terrains de pratiques comme l'émission hebdomadaire Microcité sur Radio Campus Grenoble, un partenariat avec TéléGrenoble Isère, avec RCF mais aussi avec  les quotidiens Le Dauphiné libéré et Le Progrès.
En 2018, l'équipe de football de l'école, emmenée par Louis Tellier et Alexandre Muffon, remporte le tournoi inter-écoles de journalisme, pour la première fois de son histoire.

### Laboratoire Gresec
L'ICM bénéficie de la présence du Groupe de recherche sur les enjeux de la communication. Ce laboratoire, internationalement reconnu dans le domaine des sciences de l'information et de la communication, regroupe des chercheurs qui enseignent dans les formations du département des Sciences de l’information et de la communication de l'UFR LLASIC de l'Université Grenoble Alpes. Le GRESEC est aussi chargé de la formation des doctorants.

### Chaire UNESCO en communication internationale
Une Chaire UNESCO en communication internationale est hébergée à l'ICM depuis sa création en 1996. Elle est dirigée successivement par Bernard Miège (1996-2005), Claudine Carluer (2005-2009), Bertrand Cabedoche (2009-2024), puis Chloë Salles et Jean-Philippe De Oliveira (2024-…). Son objectif est d'être le relai de l’action de l’Unesco dans le domaine de l’information et de la communication internationale, de la transversalité en Sciences humaines et sociales, et de la promotion des Objectifs du développement durable (ODD), en particulier de l’ODD.4 relatif à l’éducation pour tous.

## Histoire

### Bâtiments
Lancée en 1996 dans le cadre du Plan Université 2000, la construction du bâtiment émane de la volonté de la communauté d'agglomération de Grenoble de rééquilibrer les flux d'étudiants dans l'agglomération, qui héberge environ 59 000 étudiants. Cette « délocalisation » à Échirolles soulage donc le domaine universitaire de Grenoble installé à Saint-Martin d'Hères, sur lequel se concentre la plupart des bâtiments universitaires de Grenoble, et renforce le sud de l'agglomération. 
En 2011, une extension voit le jour ; elle comprend au rez-de-chaussée un grand amphithéâtre ouvert sur la ville et au premier étage un pôle “Journalisme” consacré à l’École de journalisme de Grenoble (EJDG).

### Exposition «Retour vers le futur: l’informatique de 1950 à aujourd’hui» (2024)

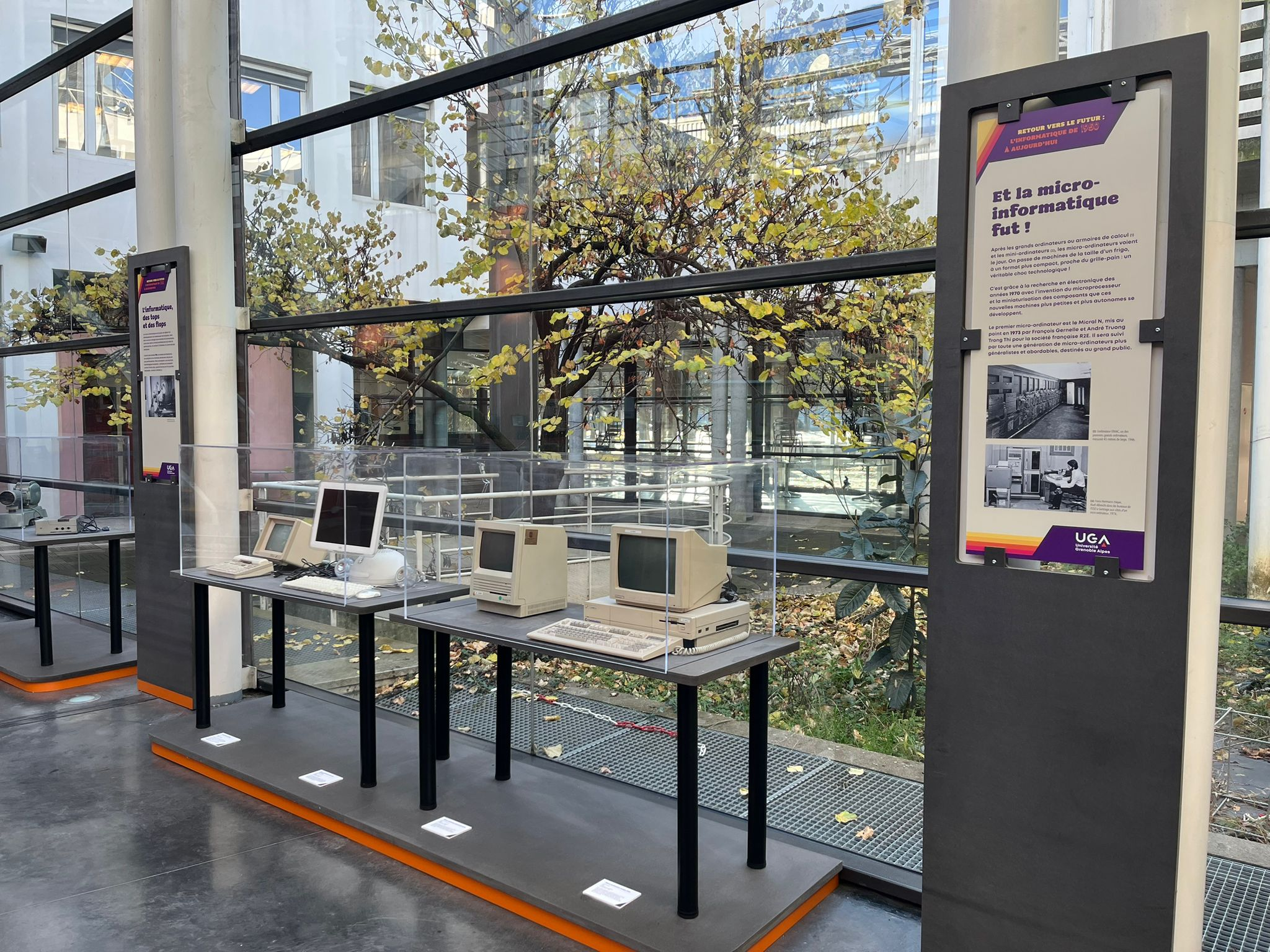
Exposition "Retour vers le futur" dans le hall de l’Institut de la communication et des médias (2024)

Cette exposition, installée de façon permanente dans le hall d'entrée de l'ICM, vise à montrer combien les systèmes de communication ont évolué ces soixante-dix dernières années. Elle regroupe une quinzaine de machines, de 1950 au début des années 2000, afin de présenter une partie de l’histoire de l’informatique.
Les objets exposés sont issus de la collection de l’Association pour un conservatoire de l'informatique et de la télématique (ACONIT) et de la collection universitaire de l’Institut de la communication et des médias. Ils témoignent des innovations et des expérimentations qui ont marqué notre manière de communiquer et de calculer depuis 70 ans. Sont exposés des micro-ordinateurs à destination du grand public, d’anciennes machines de montage son et vidéo, et des machines de traitement de données informatique.

### Accès
L'institut est desservi par la ligne A du tramway de Grenoble, ainsi que par les lignes de bus C7, 66 et 68.

## Anciens élèves
- Mélissa Theuriau, journaliste, documentariste, productrice
- Philippe Pecoul, rédacteur en chef du magazine Sept à huit
- Nicolas Vaudaux, TNT sport
- Anthony Bloch, RTL
- Sebastien Deurdilly, codirecteur général de Havas Productions depuis mai 2017[8]
- Florent Bodin, journaliste, réalisateur, producteur de documentaires[9]
- Lucie Nuttin, journaliste-présentatrice, rédactrice en chef
- Samuel Laurent, journaliste au Monde